# الشیخ ریح
الشیخ ریح (به عربی: الشیخ ریح) یک روستا در سوریه است که در ناحیه مرکزی سلمیه واقع شده‌است. الشیخ ریح ۱٬۰۴۸ نفر جمعیت دارد.